# Fabrizio Berlincioni
Fabrizio Berlincioni (Napoli, 12 giugno 1956) è un paroliere e autore televisivo italiano.

## Biografia
Dopo una parentesi sportiva nella quale si dedicò con ottimi risultati al nuoto e alla pallanuoto, si laurea in giurisprudenza nel 1980. Parallelamente aveva iniziato a occuparsi di musica leggera scrivendo testi e cominciando a collaborare con vari artisti.
Nel 1976 il brano Non lo faccio più cantato da Peppino Di Capri si classificata primo al Festival di Sanremo, riconoscimento che rende Berlincioni l'autore più giovane ad aver vinto la manifestazione canora. Nel 1986 con il gruppo dei Triss scrive e interpreta la canzone Como es Rambo Bearzot, sigla ufficiale dell'Italia ai mondiali del 1986. Scrive poi Mi manchi per Fausto Leali che nel 1988 partecipa al Festival di Sanremo. L'anno successivo, con la coppia Oxa-Leali. vince il primo posto al Festival di Sanremo 1989 con la canzone Ti lascerò,  Nel 1990 scrive i testi per l'album La vita si balla di Fiordaliso mentre nel 1992 collabora nuovamente con Oxa nell'album Di questa vita (del quale scrive tutti i testi). Insieme a Franco Fasano scrive E quel giorno non mi perderai più mentre nel 1990 collabora con Toto Cutugno scrivendo i testi della canzone Gli amori (cantata anche da RAY CHARLES in inglese), che si classifica al secondo posto al Festival di Sanremo di quell'anno. Nel 1992 scrive Ti penso per Massimo Ranieri, Favola blues per la coppia Di Capri-Montecorvino, Quelli come noi per i New Trolls, Per niente al mondo (Franco Fasano e Flavia Fortunato). Nel 1996 scrive Ti lascio vivere per Adriano Celentano mentre nel 1997 scrive Con te sarà diverso per Mina. Nel 2002 scrive per la coppia Leali-Corna il brano Ora che ho bisogno di te, in gara a Sanremo nel 2002.  Nel 2006 ANDREA BOCELLI inserisce nel suo album AMORE la canzone MI MANCHI, interpretata anche in lingua spagnola con il titolo di ME FALTAS. Ha scritto anche moltissime sigle di cartoni animati di TMC e TMC 2. Nel 2006 scrive Alessia, brano contenuto all'interno dell'album Mirmo! di Cristina D'Avena; per lei scrive nuovamente nel 2008 Alla ricerca della Valle Incantata e successivamente Sorridi, piccola Anna. Nel 2009 scrive Ti voglio senza amore per Iva Zanicchi e Una piccola parte di te per Fausto Leali, entrambi in gara al Sanremo. Nel 2010 scrive Amoreunicoamore, brano inserito nell'album Caramella di Mina. Nel 2011 scrive per Al Bano la canzone Amanda è libera, in gara al Festival di Sanremo e classificatasi al terzo posto; nello stesso anno scrive per Anna Tatangelo il brano Non mi pento, inserito nell'album Progetto B; sempre per Tatangelo scrive Ed io ti amavo, contenuto nell'album Libera pubblicato nel 2015.
Nel 2014 scrive e produce l'album La mia verità di Nicola Di Bari, pubblicato come Mi verdad per il mercato spagnolo. Sempre nel 2014 scrive e produce l'album di Omar Codazzi La tua musica. Nello stesso anno partecipa alla dodicesima edizione dello Junior Eurovision Song Contest, svoltosi nell'isola di Malta; la sua canzone dal titolo Tu primo grande amore e interpretata da Vincenzo Cantiello conquista il primo posto. Nel 2015 partecipa anche alla tredicesima edizione della stessa manifestazione, svoltasi a Sofia, con il brano Viva scritto in coppia con Gigi D'Alessio e cantato dalle gemelle Scarpari. Nel 2016 scrive una delle canzoni inserite nell'album Le migliori di Celentano e Mina, Ti lascio amore. Nel 2020 partecipa alla scrittura dell'album Raccogli l'attimo di Al Bano e Romina Power. Nel 2023 scrive il brano Povero Amore contenuto nell'album di Mina dal titolo Ti amo come un pazzo e che viene scelta dal regista Ferzan Ozptek come brano portante del suo ultimo film Nuovo Olimpo.Nel 2024 scrive ancora per MINA nell'album Gassa d'Amante il brano Non ti lascerò 

### Autore televisivo
Parallelamente alla sua attività musicale, Berlincioni collabora come autore televisivo nelle trasmissioni Buona Domenica (1995-1996), Trenta ore per la vita (dal 1996 al 2001), Campioni di ballo (dal 1996 al 1999), La sai l'ultima? (1999), Melaverde (dal 1999 al 2005, 2013–2014), Campioni: il sogno (2005-2006), La fattoria 3 (Canale 5, 2006), Stasera mi butto (Rai 1, 2007), La notte dell'Agorà (Rai 1, 2007), Sanremo dalla A alla Z...emozioni (Rai 1, 2008), Ti lascio una canzone (Rai 1, 2008), Volami nel cuore (Rai 1, 2008), Ti lascio una canzone (Rai 1, 2009), Io canto (Canale 5, 2010, 2011 e 2013), Questi siamo noi (Canale 5, 2013). Sempre nel 2015 in qualità di autore e giudice partecipa al talent Tra sogno e realtà, andato in onda su La5. Nel 2017 è autore del programma Little big show con Gerry Scotti e The Winner is. L'anno successivo scrive per The Wall con Gerry Scotti e IBAND e ICREW trasmesso su La5. Dal 2021 è autore del programma L'Italia che mi piace...in viaggio con Raspelli. Nel 2024 è Autore della trentesima edizione del Premio Mia Martini. Sempre nello stesso anno è Autore del Concerto di Natale presso il Palazzo reale di Palermo. 

### Editoria
Nel 1996 pubblica il libro Nikita e la formica, edito da Blu di Prussia con prefazione di Gino Paoli. Nel 2012 esce il romanzo Io sono Gomez, edito per Qulture edizioni. A marzo 2021 esce per Parallelo 45 edizioni il libro Passeggero senza biglietto.

## Partecipazioni come autore al Festival di Sanremo
- Festival di Sanremo 1976 - Non lo faccio più - Peppino di Capri (Depsa - Iodice - Berlincioni)
- Festival di Sanremo 1988 - Mi manchi - Fausto Leali (Berlincioni - Fasano)
- Festival di Sanremo 1989 - Ti lascerò - Anna Oxa e Fausto Leali (Fasano - Leali - Ciani - Berlincioni - Bardotti)
- Festival di Sanremo 1989 - Anni migliori - Santarosa (Baldan Bembo - Berlincioni)
- Festival di Sanremo 1989 - E quel giorno non mi perderai più - Franco Fasano (Berlincioni - Fasano)
- Festival di Sanremo 1990 - Gli amori - Toto Cutugno (Berlincioni - Cutugno - De Pasquale)
- Festival di Sanremo 1990 - Vieni a stare qui - Franco Fasano (Berlincioni - Cogliati - Ianne - Fasano)
- Festival di Sanremo 1990 - Amore - Christian (Amato - Morgia - Berlincioni - Rossi - Fasano)
- Festival di Sanremo 1992 - Per niente al mondo - Franco Fasano e Flavia Fortunato (Berlincioni - Fasano)
- Festival di Sanremo 1992 - Ti penso - Massimo Ranieri (Berlincioni - Amato)
- Festival di Sanremo 1992 - Quelli come noi - New Trolls (De Scalzi - Belloni - Di Paolo - Gori - Berlincioni)
- Festival di Sanremo 1992 - Favola blues - Peppino di Capri e Pietra Montecorvino (Di Capri - Di Francia - Berlincioni)
- Festival di Sanremo 1993 - La voce delle stelle - Peppino di Capri (Di Francia - Berlincioni - Di Capri)
- Festival di Sanremo 2002 - Ora che ho bisogno di te - Fausto Leali e Luisa Corna (Berlincioni - Leali - Tosetto)
- Festival di Sanremo 2009 - Una piccola parte di te - Fausto Leali (Fasano - Berlincioni - Fasano)
- Festival di Sanremo 2009 - Ti voglio senza amore - Iva Zanicchi (Berlincioni - Fasano)
- Festival di Sanremo 2011 - Amanda è libera - Al Bano (Berlincioni - Carrisi - Paoletti)